# Micrandropsis scleroxylon
Micrandropsis scleroxylon là một loài thực vật có hoa trong họ Đại kích. Loài này được (W.A.Rodrigues) W.A.Rodrigues mô tả khoa học đầu tiên năm 1973.